# Evžen Zámečník
Evžen Zámečník (Frýdek-Místek (regió de Moràvia i Silèsia), 5 de febrer, 1939 - Brno (Moràvia), 19 de febrer, 2018), va ser un compositor, director d'orquestra i músic txec.

## Biografia
Va estudiar violí i composició al conservatori de Brno, República Txeca de 1956 a 1961. A l'"Acadèmia Janáček d'Arts Escèniques" de Brno va completar els seus estudis de composició amb Jan Kapr. El 1968 es va graduar amb l'òpera en un acte Die Posse vom Zuber - Farsa d'una tina. Amb l'ajuda d'una beca, va aprofundir els seus estudis de composició de 1968 a 1970 a la "Staatliche Hochschule für Musik" de Munic amb Günter Bialas i finalment amb Jiří Dvořáček a l'"Acadèmia d'Arts Escèniques" de Praga de 1974 a 1979.
Durant diversos anys va tocar el violí a l'orquestra de l'Òpera Janáček i a la Filharmònica Estatal de Brno.
El 1982 va fundar la Brno Brass Band (B-B-B), un conjunt de cambra del qual va ser director musical i director i per al qual va crear nombroses composicions.
A causa de la seva dilatada experiència internacional, va ser un membre del jurat molt sol·licitat per a concursos de composició i orquestres a casa i a l'estranger.

## Estil
El seu estil va tenir inicialment una tendència al neoclassicisme, però més tard va integrar cada cop més les tècniques de composició contemporànies. Tanmateix, va preferir constantment un llenguatge musical espontani i senzill, inicialment amb una certa inclinació pels timbres dels instruments de corda en obres posteriors va mostrar un interès creixent pels instruments de vent i la percussió.